# Stradom (Kraków)

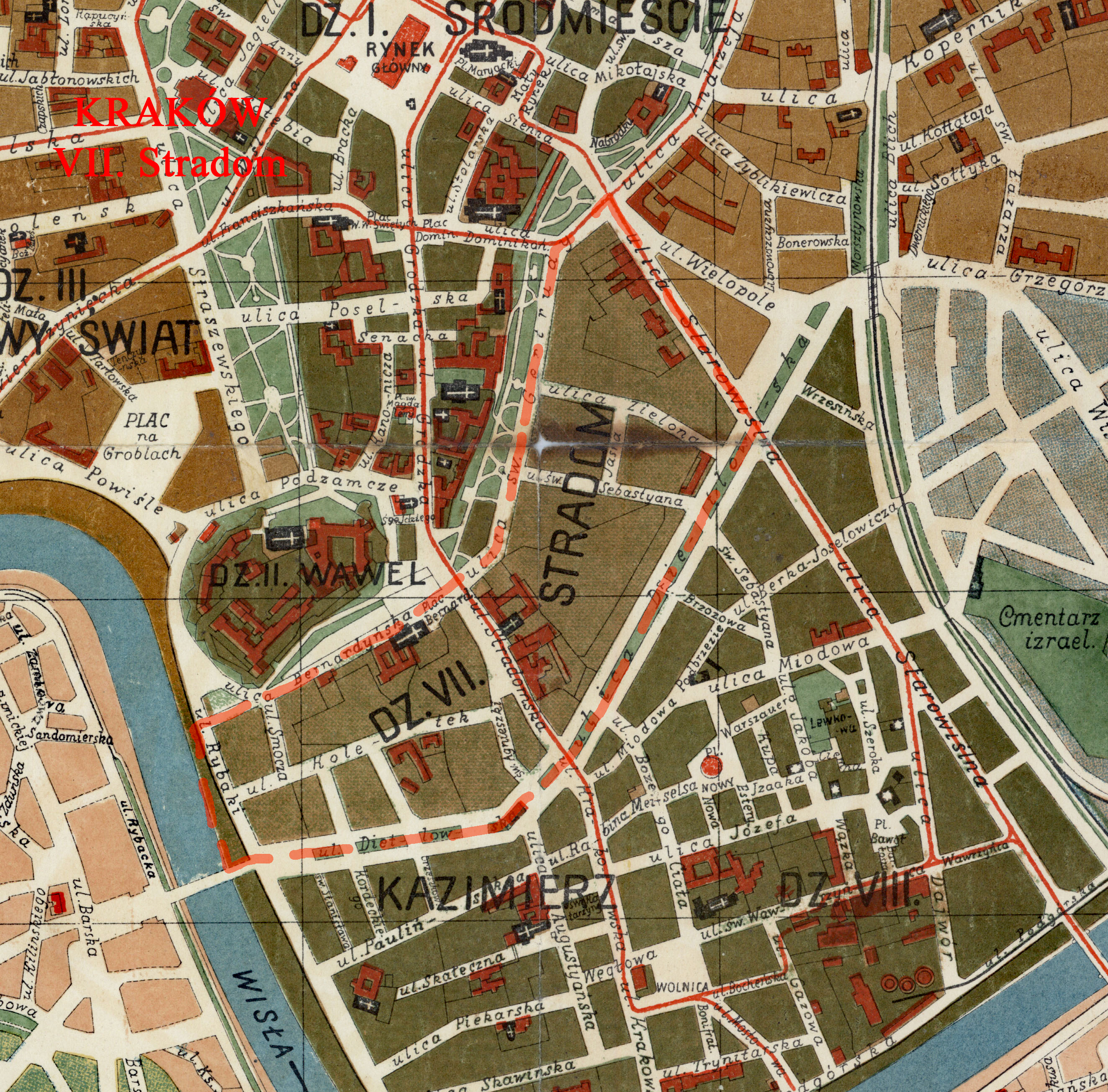
Stradom na planie z 1916 roku jako dzielnica Krakowa.

Stradom – obszar Krakowa wchodzący w skład Dzielnicy I Stare Miasto. Dawniej był południowym przedmieściem Krakowa, położonym pomiędzy Plantami a korytem Starej Wisły. Granicę Stradomia od zachodu, południa i wschodu tworzyło kolano Wisły oddzielające go od Kazimierza (dzisiejsze planty Dietlowskie), od północy zaś odnoga Rudawy. Był to teren podmokły i często ulegający zalewom przez Wisłę.
Obecnie zarówno główną osią, jak i szlakiem komunikacyjnym Stradomia jest ulica Stradomska.
W 1994 roku Stradom wraz ze Starym Miastem, Wawelem, Kazimierzem, Piaskiem, Podgórzem i Nowym Światem został uznany za Pomnik historii.

## Historia
Pierwsza wzmianka o Stradomiu pochodzi z 1378: pro wlneracione [uulneracione] cuiusdam mulieris de Stradomia. Wtedy to królowa Elżbieta zatwierdziła darowiznę znajdującego się tu ogrodu. Ogród ten podarował kościołowi św. Stanisława na Skałce, obywatel krakowski Stanisław Czaja.
Przedmieście to nosiło też nazwę Mostu Królewskiego (hortum suum in Stradomia alias in Ponte Regali – Kodeks dyplomatyczny Katedry Krakowskiej św. Wacława, cz. II, dokument nr 465 z r. 1402, później Stradom: Pons Regalis alias Stradomya) – od mostu, który łączył Kraków z Kazimierzem. Władysław Jagiełło w roku 1419 włączył Stradom do Kazimierza, a społeczności tego przedmieścia zagwarantowano reprezentację w kazimierskiej radzie miejskiej.

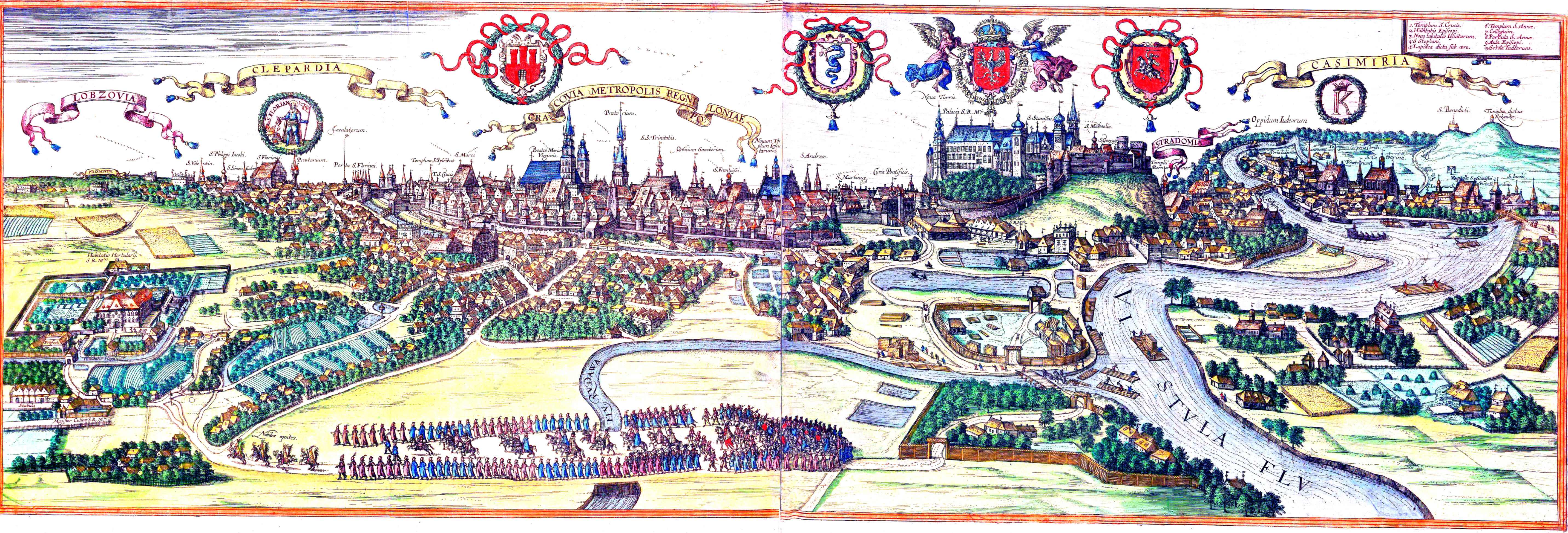
Widok Krakowa, Stradomia, Kleparza, Kazimierza i Łobzowa z atlasu Civitates orbis terrarum Georga Brauna i Fransa Hogenberga z 1618 roku

W wydanej w Kolonii w 1618 roku Theatri praecipuarum totius mundi urbium Kraków nazwany jest Cracovia nobilissima et celeberrima Sarmatiae urbs („Kraków najszlachetniejsze i najsławniejsze miasto Sarmacji”) a scharakteryzowany określeniem Sarmatica Tripolis seu potius Pentapolis („Sarmackie Trój- względnie Pięciomiasto”) w którym obok Krakowa, Kazimierza, Kleparza uwzględniano również Garbary i Stradom.
W okresie zaborów Stradom mieścił kilka ważnych urzędów (m.in. celny i pocztowy), dlatego uznawany był za dzielnicę austriacką. W latach 1858–1954 był VII katastralną dzielnicą Krakowa.

## Etymologia nazwy
Nazwy z rdzeniem strad- występują w znacznej ilości na całym obszarze języka polskiego (z przyrostkiem -om Stradomia, Stradomka, Stradomicko, Stradomno, Stradomszczyzna, Stradomskie jezioro, jak i innymi przyrostkami: Stradań, Stradecz, Stradecka góra, Stradcz, Stradlice, Stradnik, Stradniki, Stradno, Stradoń, Stradopol, Stradowo, Stradów), a także na terenie języków wschodnio-słowiańskich. Rdzeń strad- jest dobrze znany zarówno w polszczyźnie, jak i w innych językach słowiańskich. Dzisiejsza odmiana stradać, stradam, stradasz nie była w polszczyźnie pierwotna, jak na to wskazują przykłady, i w formach tych można się dopatrywać śladów odmiany według koniugacji III: stradać (*strad-a-ti), stradzę (*strad-iǫ), stradzesz (*strad-ieši) (porównaj s-c-s stradati, straždǫ, straždeši).
Znaczenie czasownika stradać w tekstach średniowiecznych można określić jako ‘tracić; nie mieć czegoś, być czegoś pozbawionym; cierpieć niedostatek’. W XVI w. przybyło nowe znaczenie – ‘pozbawiać’2025-05.
Dzisiejsza odmiana Stradom/Stradomia wskazuje, że pierwotnie końcowe -m było miękkie, składał się więc ten wyraz z następujących cząstek słowotwórczych: *Strad-om-jь. Najczęstszą (choć nie wyłączną) funkcją formantu -jь było tworzenie nazw dzierżawczych, oznaczających miejscowości będące własnością człowieka, od którego imienia nazwa została utworzona. Tak gród Poznana otrzymał nazwę Poznań, Myślibora – Myślibórz, Radogosta – Radogoszcz, Przemysła – Przemyśl itd. Najmniej widoczna jest dziś różnica między podstawową nazwą osobową a pochodną miejscową w nazwach kończących się na spółgłoski wargowe i wargowo-zębowe, ponieważ te są w wygłosie zawsze twarde. Miękkość tematu utrzymała się jednak w przypadkach zależnych: nazwa miejscowa Jarosław, dopełniacz Jarosławia (nazwa osobowa zaś: Jarosław/Jarosława), n.m. Oświęcim Oświęcimia (n.o. Oświęcim/Oświęcima), n.m. Radom/Radomia (n.o. Radom/Radoma), n.m. Wrocław/Wrocławia (n.o. *Vortislavъ/Vratъslavъ Wrocisław/Wrocisława) itd. Gdybyśmy więc uznali nazwę miejscową Stradom (dopełniacz Stradomia) za dzierżawczą, podstawową dla niej nazwą osobową byłby Stradom (dopełniacz Stradoma).
Według Witolda Taszyckiego polskie nazwy osobowe zawierające przyrostek -om (np. Dzigoma/Digoma z 1136 r., Witoma z 1318, Lubom z 1424, Trzaskoma 1435, Trzeskoma z 1438, Jaroma z 1461) to skrócenia dwutematowe, tzn. takie, gdzie w skrócie z imienia dwuczłonowego pozostaje cały człon pierwszy i część członu drugiego. Tak jak od pełnego imienia dwuczłonowego Broni-sław powstaje imię skrócone Broni-sł, a Suli-mira – Suli-m, od pełnego imienia Wito-mir powstało skrócone Wito-m, Radzi-mira – Radzi-m, Jaro-mira Jaro-m-a, Rado-mira Rado-m itd. Nie wiemy, czy istniała postać imienia *Stradomił (*Stradomir, *Stradomysł), której skrótem mogłaby być forma Stradom. Wyjątkiem jest zapiska pod rokiem 1425 (nr 3810) o treści: Wenczla Stranczka de Stradomiria salsator, ale też nazwa Stradomia mogła zostać przez piszącego urobiona do sąsiedniego miasta Casimiria tj. Kazimierza. Jednak istnienie takiego imienia jest prawdopodobne, gdyż dysponujemy zapisem południowo-słowiańskiego imienia Stradosław, Stradoslav (Stradosclauua, Stradasclau).
Druga teoria wiąże się z uwagą Jana Rozwadowskiego o możliwości uznania imion takich jak Chocim, Chwalim oraz podobnych na -om za imiesłowy odnośnych czasowników. W formie stradomъ można więc widzieć twór przymiotnikowy utworzony za pomocą wyabstrahowanego z tworów imiesłowowych przyrostka -om. Przymiotnik stradom (y) mógł służyć do określania osoby tak jak łakomy (nie)widomy. Przyjmując to znaczenie otrzymalibyśmy ‘skłonny do cierpienia, biedowania; boleściwy’, więc zbliżone do znanego ze staropolszczyzny stradny ‘ubogi, nędzny, nieszczęsny’.
Trzecie wyjaśnienie, najprostsze, widzi Stradom jako nazwę topograficzną odprzymiotnikową, objaśniając nazwę *Stradom-jь (lub pierwotnie – jak sądził Rozwadowski – *Stradom-je) jako topograficzną. Przyrostek *-jь *-ja *-je tworzył najczęściej nazwy dzierżawcze, ale nie tylko, służył także do tworzenia ogólnoprzymiotnikowych nazw miejscowych. Od przymiotnika stradom (-ъ) powstać mogła przy pomocy formantu -jь, czy pierwotnie -je Stradom-jь, co najlepiej porównać ze staroruskim stradomaja zemlja – ‘ziemia orna’. To znaczenie ruskiego przymiotnika pochodzącego z imiesłowu można wyprowadzić z pierwotnego znaczenia czasownika stradati ‘ciężko pracować’ następująco: stradati ‘ciężko pracować’ → ‘z trudem uprawiać’ (porównaj rosyjskie strada ‘ciężka praca, szczególnie w czasie żniw’): stradomъ, ‘z trudem uprawiany’ → ‘uprawny’. Można więc nazwie Stradom przypisać pierwotne znaczenie ‘z trudem uprawiany’, co zgadzałoby się z topografią terenu, gdyż Stradom był niewielkim obszarem uprawnym pomiędzy rozlewiskami Wisły a mokradłami ciągnącymi się wzdłuż dzisiejszej ul. św. Sebastiana i do końca średniowiecza zachował charakter przeważnie rolniczy, pomimo że uprawa tego terenu była szczególnie trudna, a częste wylewy Wisły mogły niszczyć uprawy.

## Zabytki i atrakcje
- Klasztor xx. Misjonarzy i Ogród Księży Misjonarzy
- Kościół Nawrócenia św. Pawła w Krakowie
- Klasztor oo. Bernardynów i Kościół św. Bernardyna w Krakowie
- Kościół św. Agnieszki w Krakowie
- Dawny Dom dla Starców – Towarzystwa Dobroczynności, wcześniej klasztor ss. Koletek (ul. Koletek 10 i 12)
- Nadwiślan Kraków
- Dawny Hotel Pod Złotym Wołem (późniejszy hotel Londyński), ulica Stradomska 11
- Dawny hotel Pod Białą Różą, ul. Stradomska 13
- Komora celna i dawny kościół św. Jadwigi, ul. Stradomska 12–14
- Nowy Dom Celny (wzniesiony w latach 1856–1863)
- Dworek kanonika Dubickiego z tablicą powodziową z 1813 roku, ul. Koletek 9
- Kamienica Mojżesza Löbla Ohrensteina wybudowana w latach 1911–1913, róg ul. Stradomskiej i Dietla (ul. Dietla 42)

## Galeria

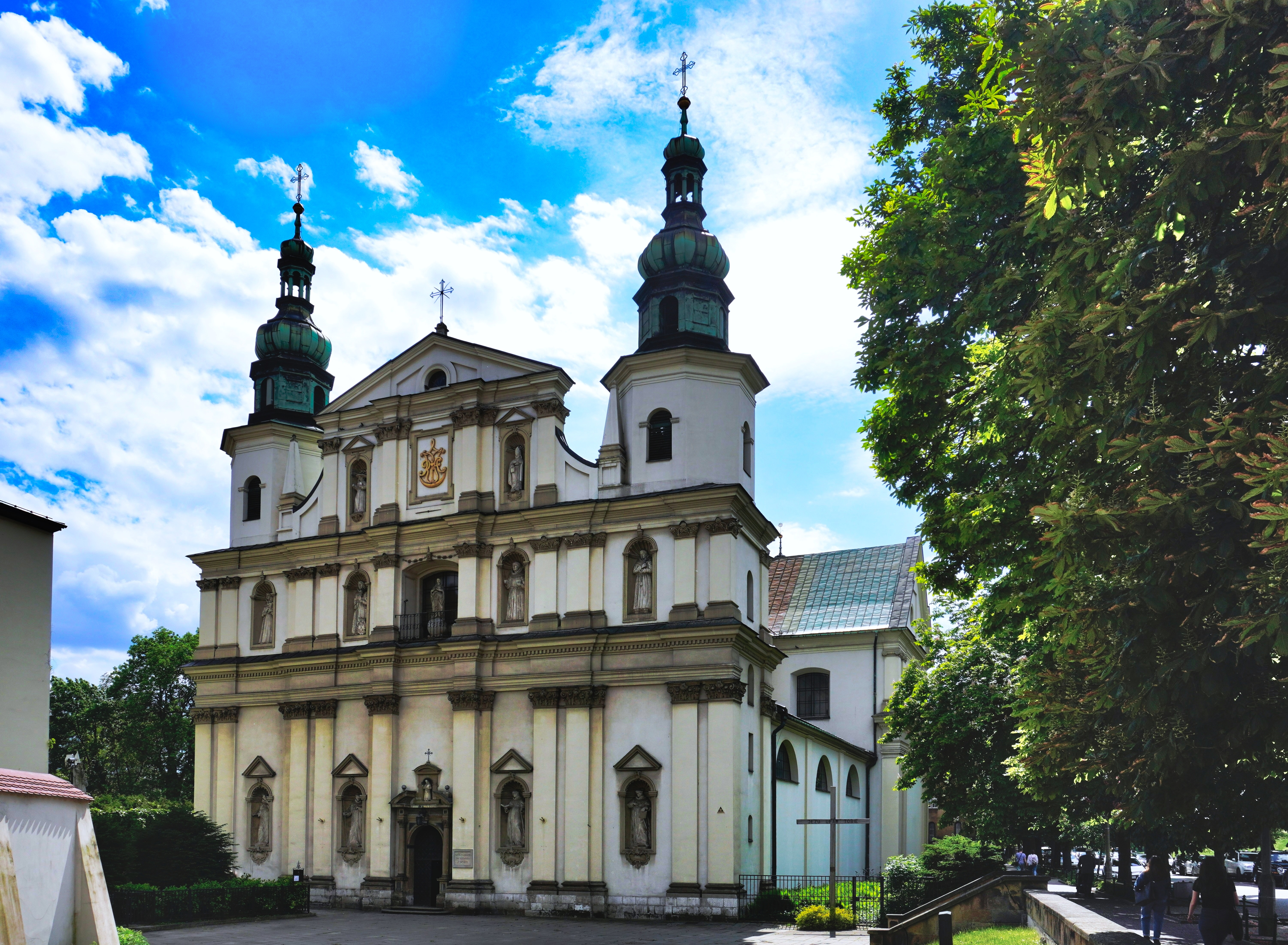
Kościół św. Bernardyna
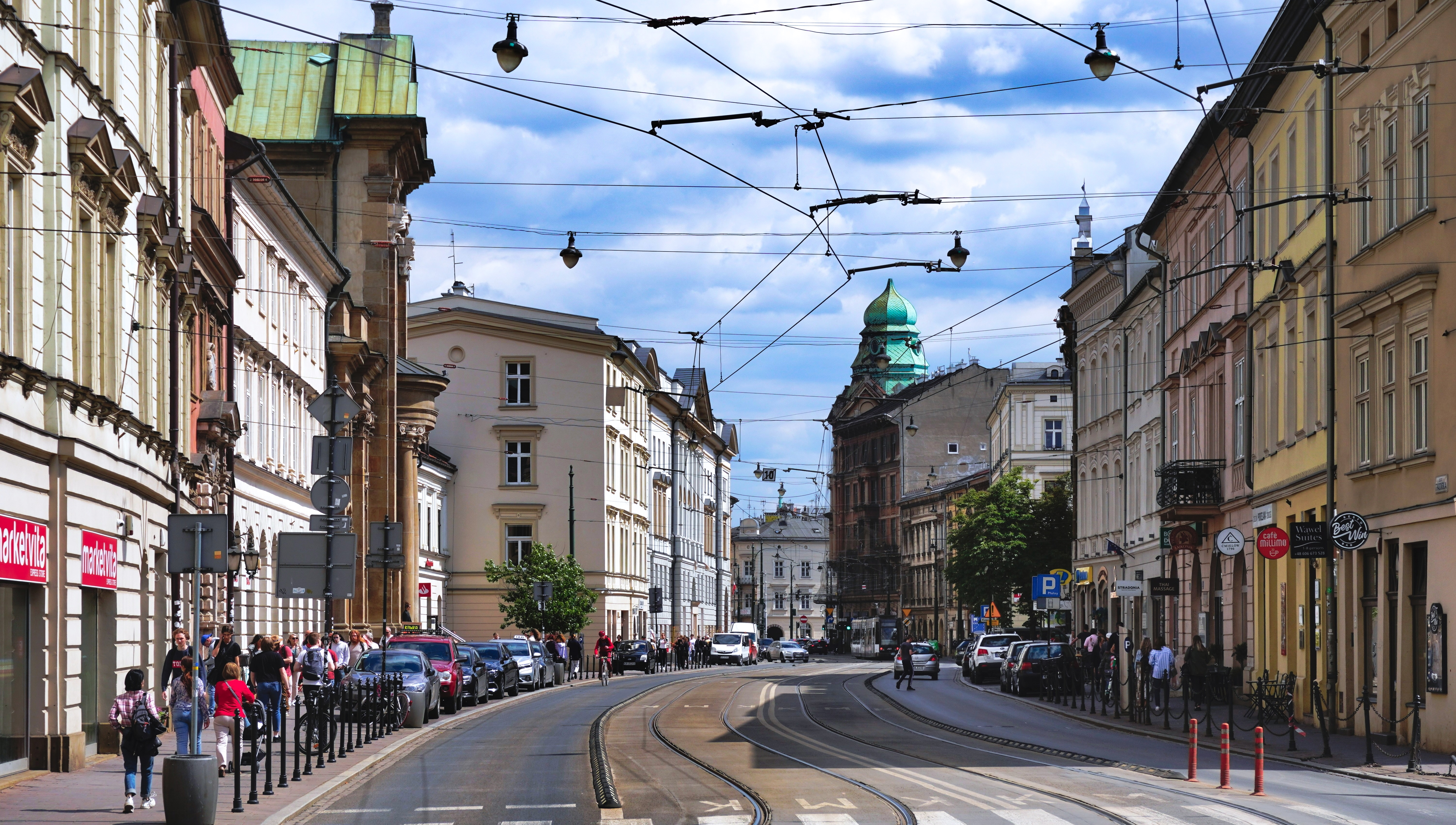
Ulica Stradomska
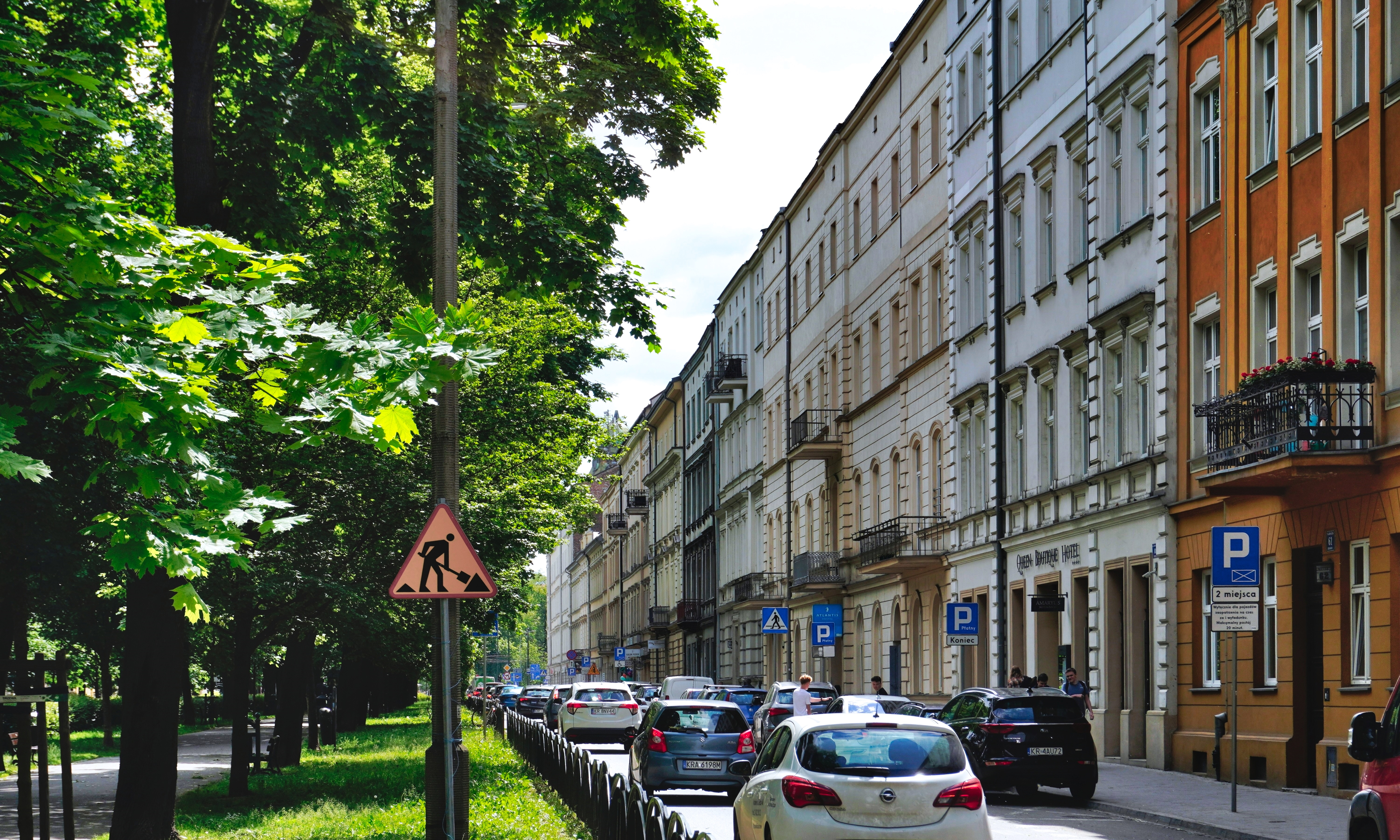
Ulica Józefa Dietla, po prawej zabudowa Stradomia
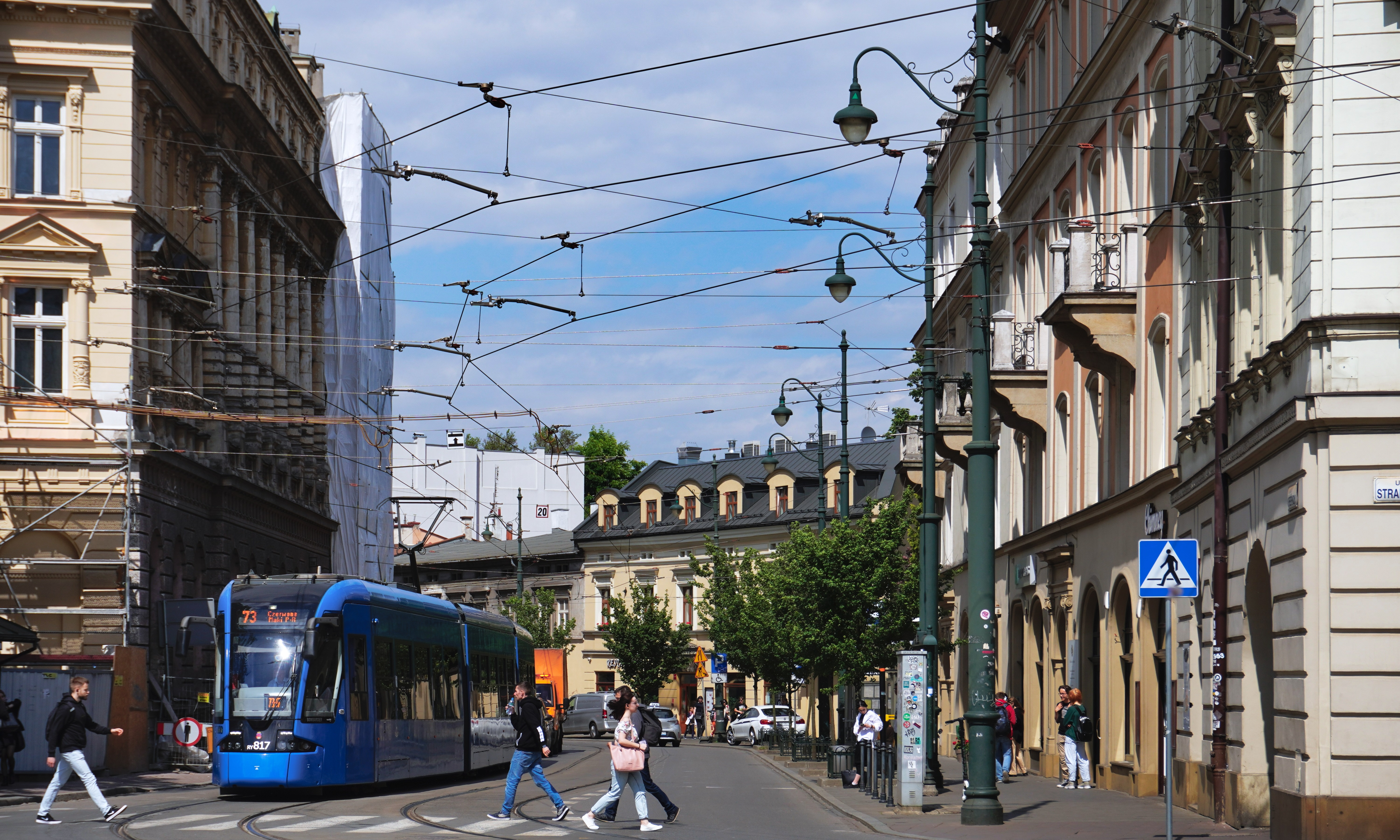
Ulica św. Gertrudy, Stradom po prawej
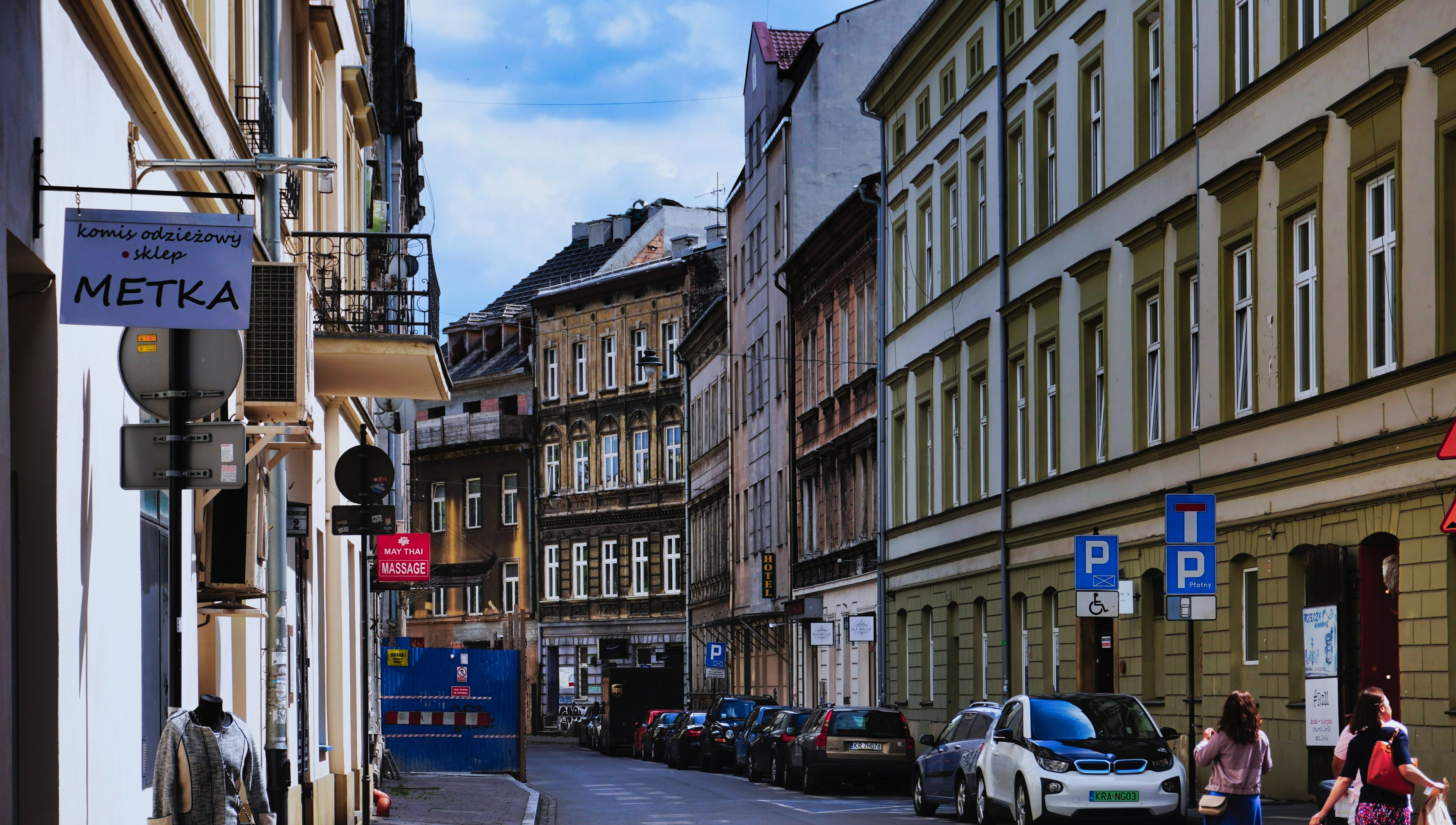
Ulica św. Agnieszki
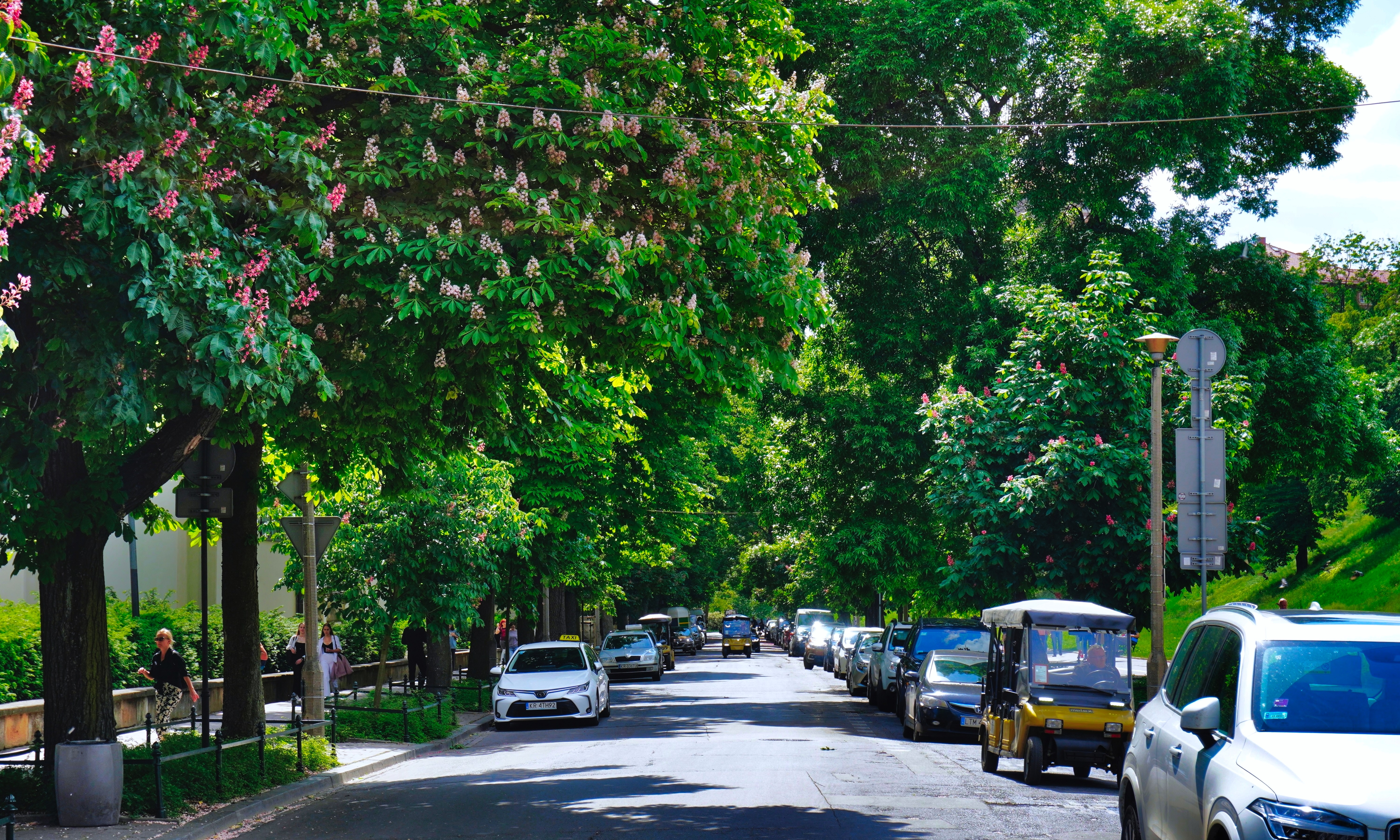
Ulica Bernardyńska
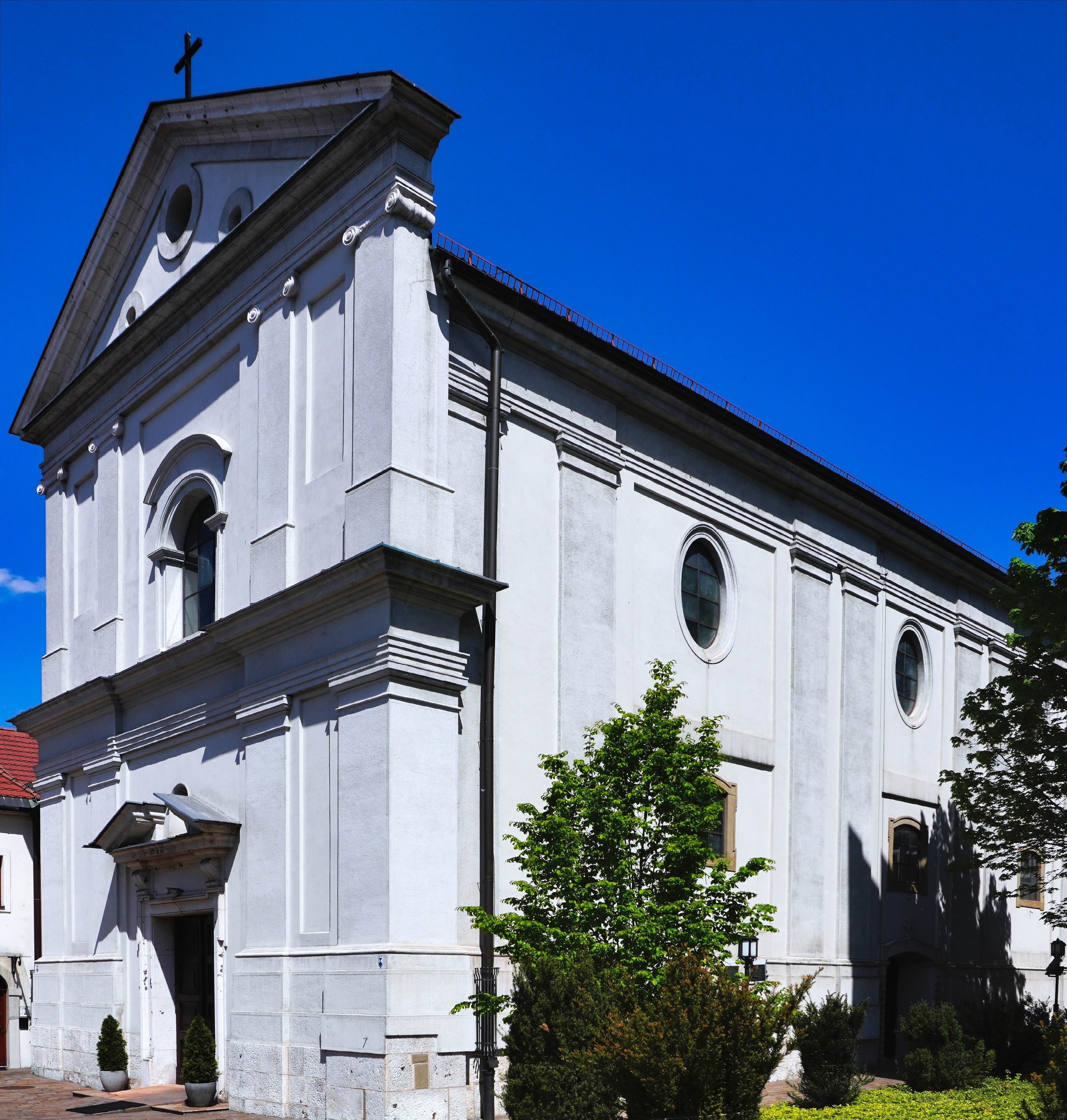
Kościół św. Agnieszki
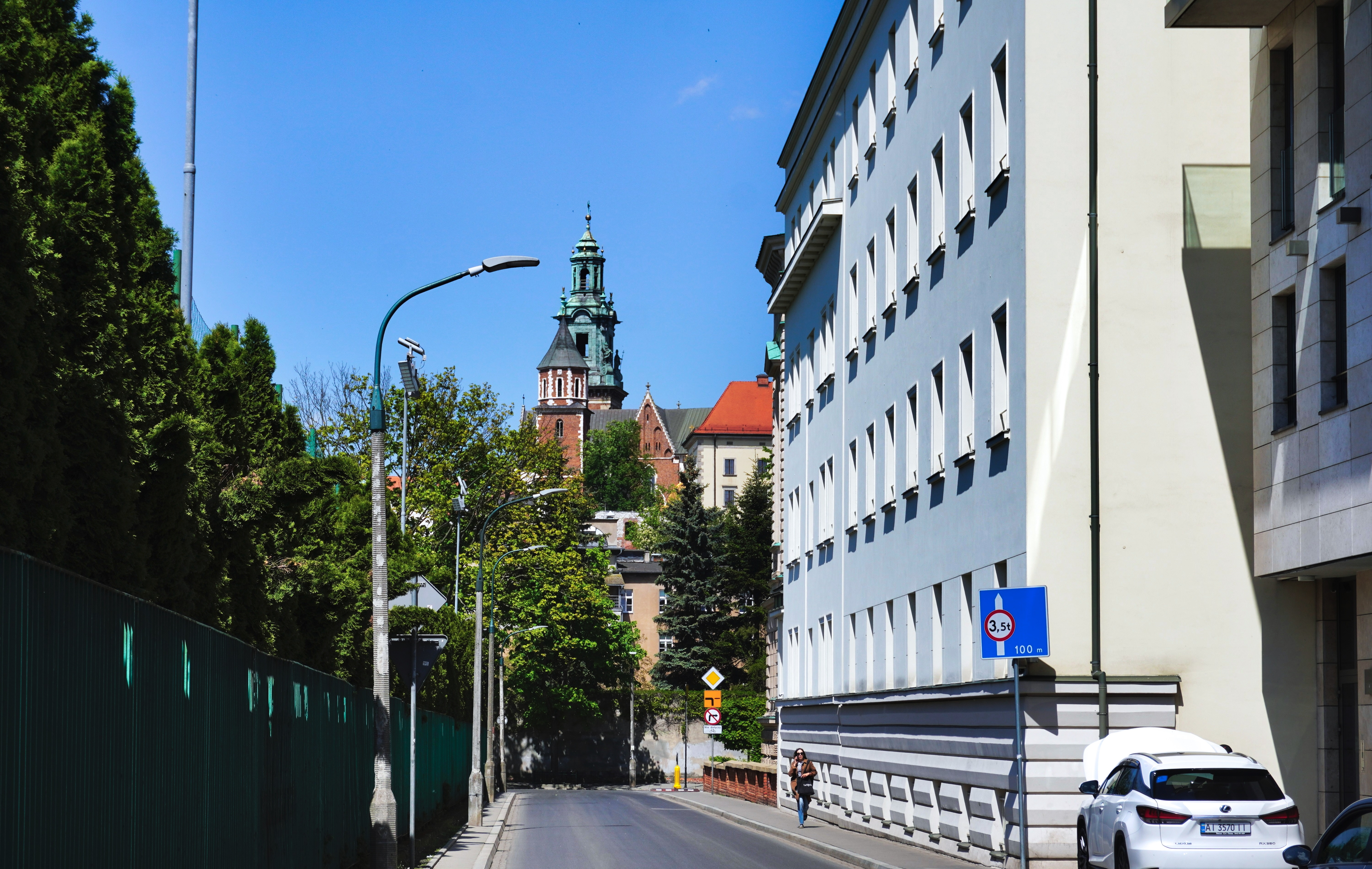
Ulica Sukiennicza
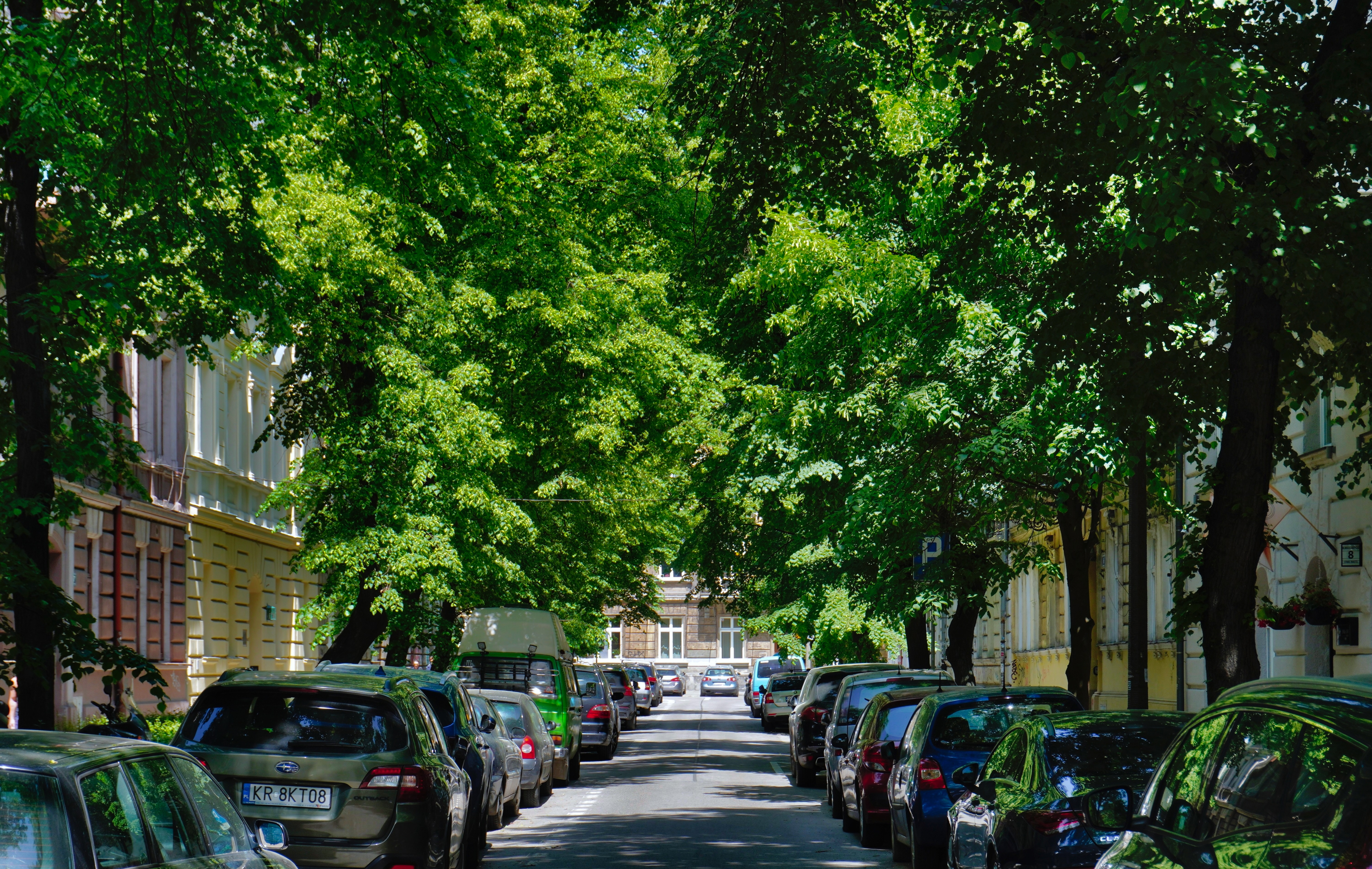
Ulica Wojciecha Bogusławskiego
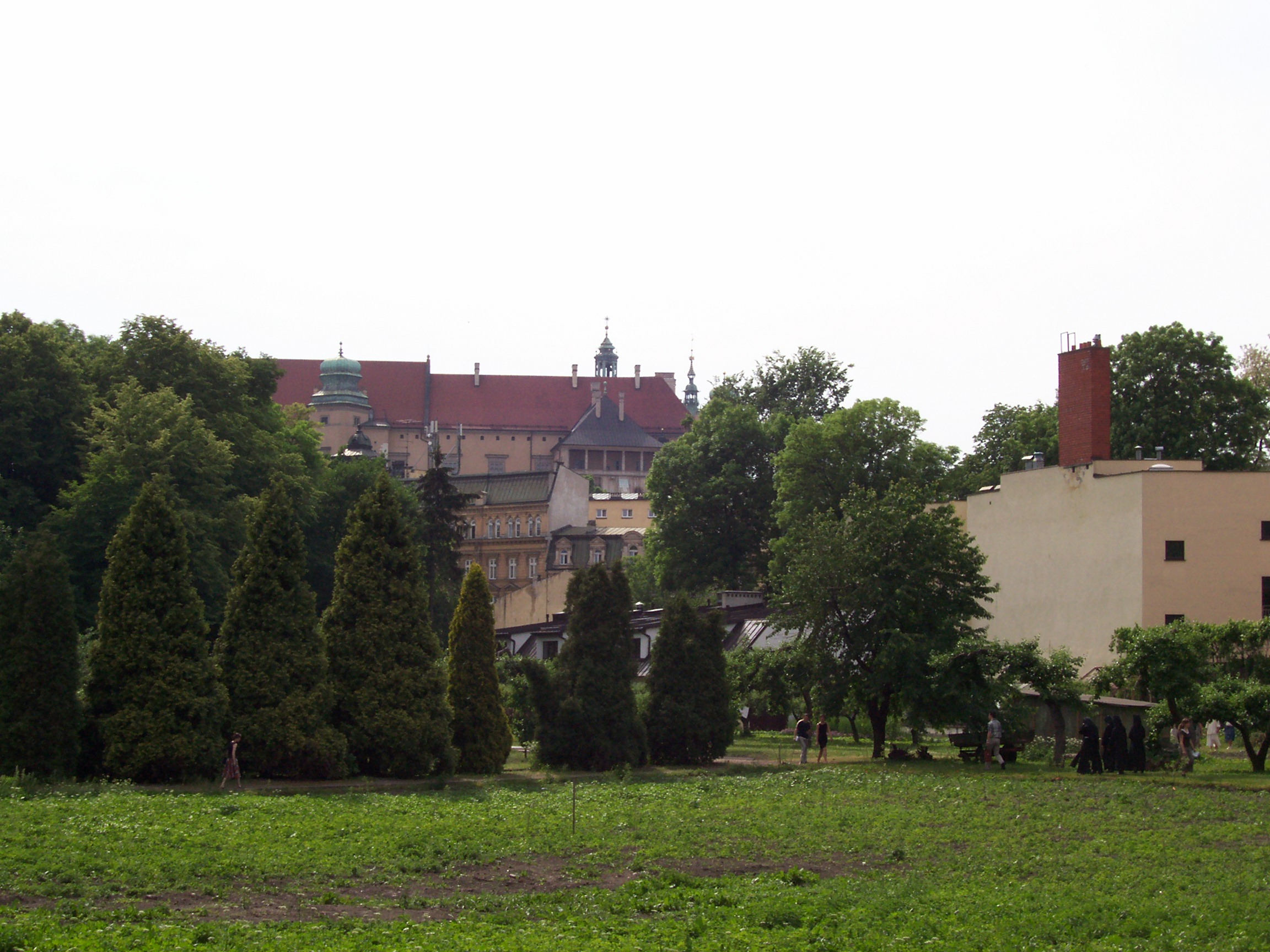
Ogród Księży Misjonarzy w kwartale między ulicami Stradomską, św. Gertrudy, św. Sebastiana i J. Dietla. W tle widoczny Wawel.
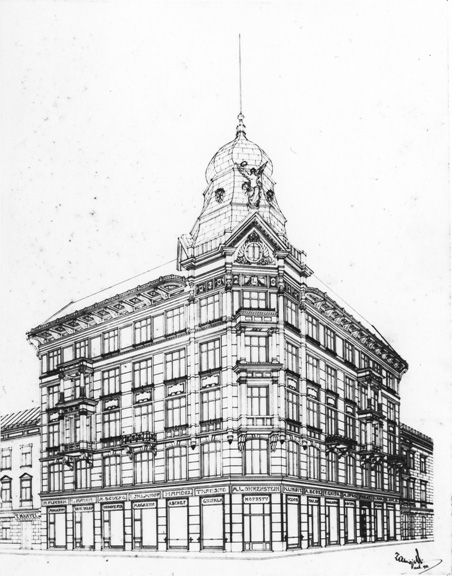
Kamienica Ohrensteina, projekt Jana Zawiejskiego. Obecnie bez iglicy na kopule, zdemontowanej przez hitlerowców.

## Instytucje
Na Stradomiu znajduje się Wyższe Seminarium Duchowne Księży Misjonarzy Wincentego à Paulo (CM) oraz Wyższe Seminarium Duchowne Diecezji Sosnowieckiej w Krakowie.